# Бір (Новгород-Сіверський район)
Ро́ща —  село в Україні, у Новгород-Сіверській міській громаді Новгород-Сіверського району Чернігівської області. Населення становить 19 осіб. До 2020 орган місцевого самоврядування — Ковпинська сільська рада.

## Історія
12 червня 2020 року, відповідно до розпорядження Кабінету Міністрів України № 730-р «Про визначення адміністративних центрів та затвердження територій територіальних громад Чернігівської області», увійшло до складу Новгород-Сіверської міської громади.
19 липня 2020 року, в результаті адміністративно - територіальної реформи та ліквідації колишнього Новгород-Сіверського району, село увійшло до новоствореного Новгород-Сіверського району Чернігівської області.